# Piva
Piva (czarn. Пива) – rzeka w Czarnogórze; wypływa ze źródła na górze Golija. Płynie głębokim, miejscami do 1200 metrów, wąwozem. Nieopodal Mratinje przecina ją zapora wybudowanej w 1975 elektrowni wodnej, tworząca tam sztuczne jezioro o powierzchni 12,5 km².
Dalej rzeka kieruje się na północ i nieopodal miasta Šćepan Polje na granicy czarnogórsko-bośniackiej wraz z inną rzeką, Tarą, tworzy rzekę Drinę; ta jest dopływem Dunaju, zatem wszystkie te rzeki i ich dopływy należą do zlewiska Morza Czarnego.

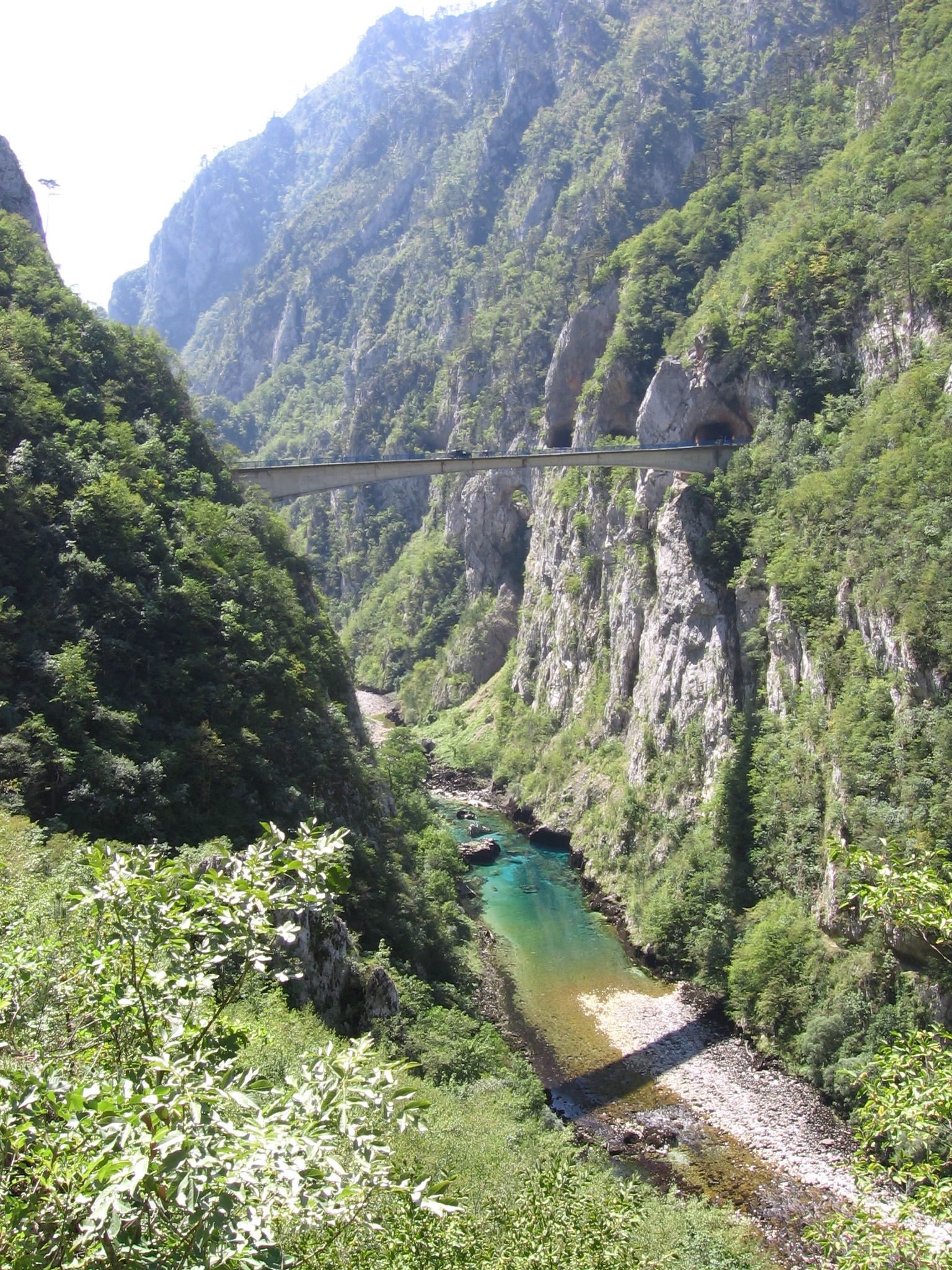
Most nad Pivą